# Parafia św. Bartłomieja w Szadłowicach
Parafia Świętego Bartłomieja w Szadłowicach – rzymskokatolicka parafia leżąca w granicach dekanatu gniewkowskiego. Erygowana w 1890 roku.

## Dokumenty
Księgi metrykalne: 
- ochrzczonych od 1945 roku
- małżeństw od 1945 roku
- zmarłych od 1945 roku